# Fabrezan
Fabrezan es una localidad  y comuna francesa, situada en el departamento del Aude en la región de Languedoc-Rosellón y en la región natural de las Corbières, cruzada por los ríos Orbieu y Nielle.
A sus habitantes se les conoce en idioma francés por el gentilicio Fabrezanais.

## Demografía
| 1088 | 1137 | 1024 | 991 | 1046 | 1086 |
| Para los censos de 1962 a 1999 la población legal corresponde a la población sin duplicidades (Fuente: INSEE [Consultar]) |      |      |     |      |      |

## Personalidades
- Charles Cros, poeta e inventor, nacido en Fabrezan el 1 de octubre de 1842.